# آنیکا لورز
آنیکا لورز (به انگلیسی: Annika Lurz) (زادهٔ ۶ سپتامبر ۱۹۷۹) شناگر اهل آلمان است.